# František Kudláček
František Kudláček (11. května 1894 Milevsko – 26. srpna 1972 Brno) byl český houslový virtuos, profesor hry na housle na konzervatoři v Brně, zakladatel Moravského kvarteta, rektor JAMU.

## Život

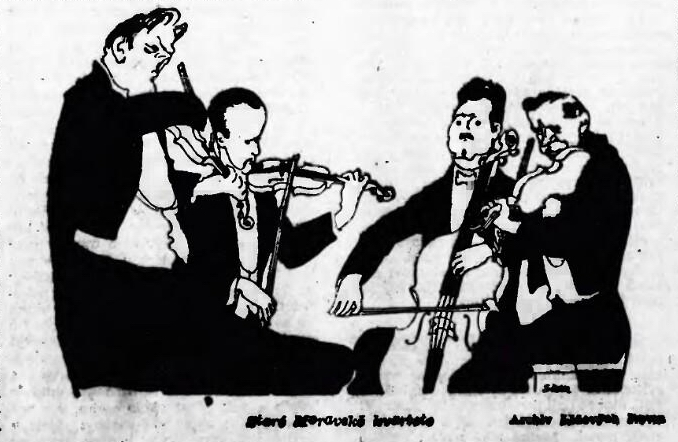
Moravské kvarteto vedené Fr. Kudláčkem (vlevo), Lidové noviny 1941

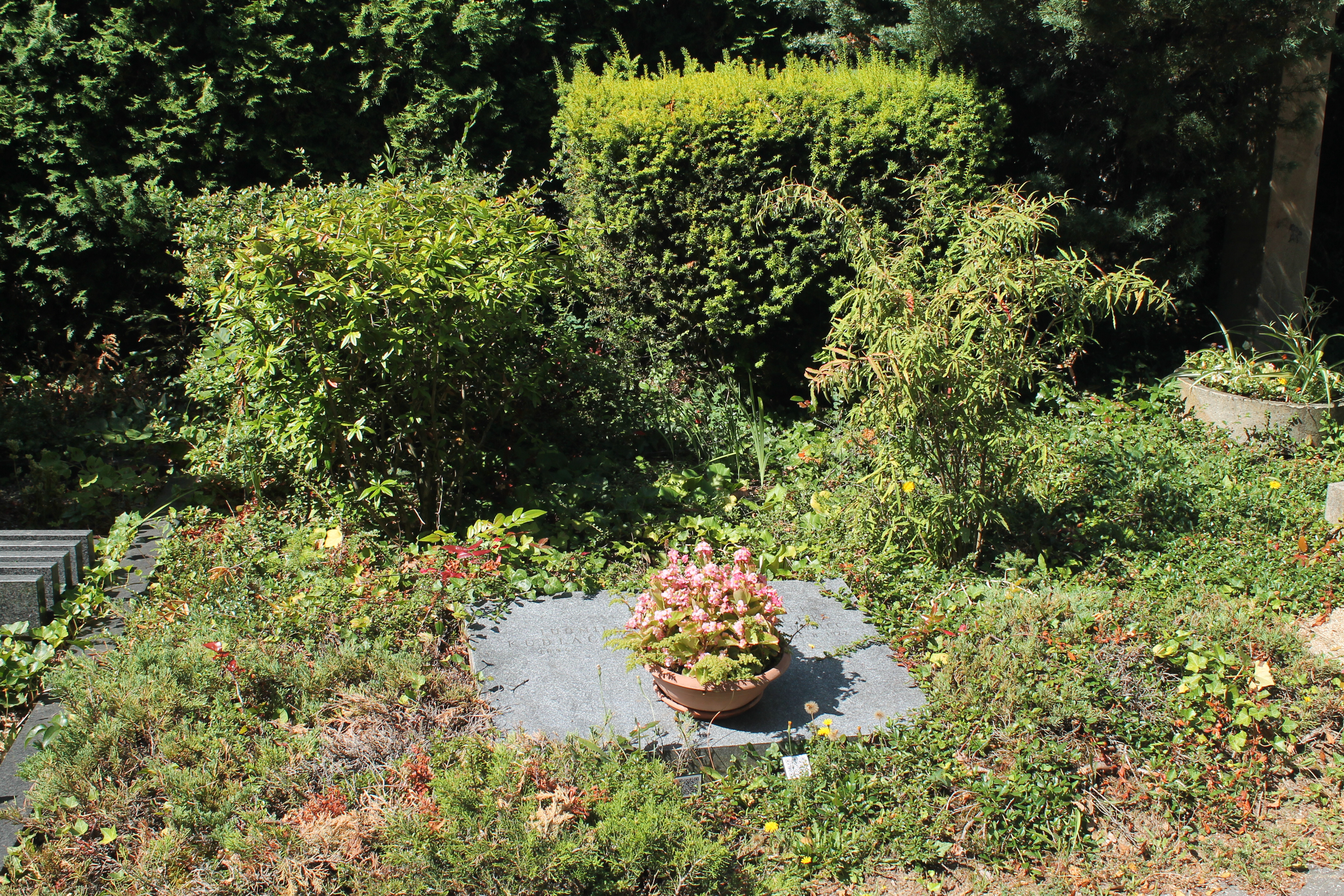
Hrob Ludmily a Františka Kudláčkových na Ústředním hřbitově v Brně

Narodil se v Milevsku, v rodině ředitele měšťanské školy, učitele hudby a ředitele kůru Václava Kudláčka; matka Anna, rozená Šimáková, byla klavíristka. Navštěvoval hudební školu v Písku, hru na housle studoval na Pražské konzervatoři, byl žákem Ferdinanda Lachnera a Štěpána Suchého. Absolvoval v roce 1914.
Nástup na místo profesora konzervatoře v australském Melbourne zmařila 1. světová válka. Nastoupil u 11. regimentu v Praze, byl v Maďarsku, poté byl převelen na italskou frontu. Během této doby se stal sólistou vojenského orchestru.
V roce 1919 jej angažoval šéf Národního divadla v Brně František Neumann jako prvního koncertního mistra. Od r. 1921 až do října 1946 působil na brněnské konzervatoři jako profesor hry na housle, po založení Janáčkovy akademie múzických umění byl v letech 1950–1959 děkanem Hudební fakulty a potom v letech 1961–1962 a 1969–1972 rektorem JAMU. Byl členem Klubu moravských skladatelů. V letech 1923–1959 byl též primáriem Moravského kvarteta, které mj. spolupracovalo s Leošem Janáčkem.
Zemřel v Brně. Je pochován v čestném kruhu Ústředního hřbitova v Brně.

### Rodinný život
Jeho manželkou se stala Ludmila Kvapilová (1894–1948), členka opery Národního divadla Brno. Byla sestrou hudebního skladatele Jaroslava Kvapila (1892–1958).

## Žáci

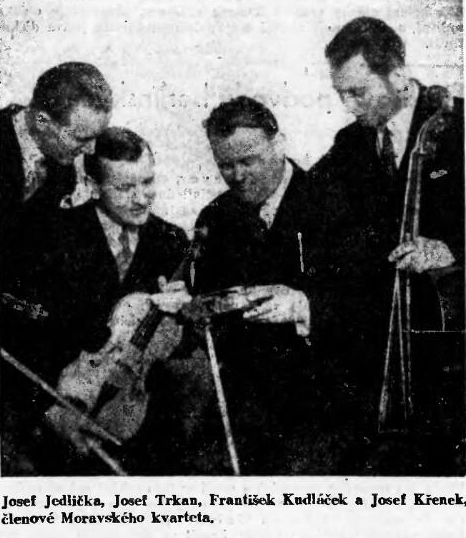
Moravské kvarteto roku 1933 (Fr. Kudláček třetí zleva)

Jeho žáky byli:
- Josef Jedlička
- Antonín Moravec
- Jiří Trávníček
- Libor Hlaváček
- Jiří Mottl
- Bohdan Warchal
- Zdeněk Nečesánek
- Jiří Švajda
- František Veselka
- Josef Jakubec
- Oldřich Hladík